# Phare des Baleineaux
Le phare des Baleineaux est une construction située à 3 km de la pointe du phare des Baleines, au nord-ouest de l'Île de Ré, sur une bande rocheuse. 
Édifié par le même architecte que celui du phare des Baleines, c'est-à-dire Léonce Reynaud, il était originellement prévu que la tour mesure 50 mètres, mais finalement, avec les difficultés géographiques, le phare ne fit que 31 mètres.
Le phare fut construit de 1849 à 1854. Le 15 juillet 1854, durant la nuit, le feu s'allume pour la première fois. C'est un feu fixe blanc sur une tour cylindrique en maçonnerie de pierre de taille.
Malgré la plateforme de ravitaillement posée à ses pieds, la tour fut l'un des premiers phares de France à être automatisé. En effet, le feu n'est plus gardienné depuis le 15 octobre 1854. Il devient alors un feu permanent.
Le 20 novembre 1975, la lanterne des Baleineaux est remplacée par un aérogénérateur. L'aérogénérateur a depuis 2016 été remplacé par des panneaux solaires. 
Le phare des Baleineaux est inscrit au titre des monuments historiques par arrêté du 15 avril 2011 et classé par arrêté du 23 octobre 2012.

## Article annexe
- Phare des Baleines
- Les Archives nationales conservent sous la cote CP/F/14/17510/6 onze plans du phare du Haut-Banc-du-Nord, nom donné alors au Phare des Baleineaux, élaborés de 1852 à 1856.